# سارلا ثاكرال
سارلا ثاكرال (1914-15 مارس 2008) كانت أول امرأة هندية تقود مركبة جوية. ولدت ثاكرال في 1914، وحصلت على رخصة الطيار للطيران في 1936 بسن 21 عام وقادت بمفردها طائرة دي هافيلاند دي إتش.60 موث. كان لديها ابنة تبلغ من العمر 4 سنوات. بعد الحصول على الرخصة الأولية، أكملت 1000 ساعة من الطيران في الطائرة المملوكة لنادي لاهور للطيران. زوجها ب.د. شارما الذي تزوجته بسن 16 عام ينحدر من أسرة بها 9 طيارين شجعها على تحقيق ذلك. فيما كان شارما أول هندي يحصل على رخصة طيار البريد الجوي، محلقًا بين كراتشي ولاهور، كانت زوجته سارلا أول امرأة هندية تحصل على الرخصة 'أ' حين أكملت 1000 ساعة من الطيران.
توفي القبطان شارما بشكل مأساوي في حادث تحطم طائرة عام 1939. بعد بعض الوقت، حاولت أرملته الشابة التقدم بطلب للتدريب للحصول على رخصة الطيار التجارية، إلا أن الحرب العالمية الثانية اندلعت وتم تعليق التدريب المدني. مع طفلة لتربيها، والحاجة لكسب عيشها، تخلت ثاكرال عن خططها لتصبح طيارة تجارية، عائدة إلى لاهور وانضمت لمدرسة مايو للفن حيث تدربت في المدرسة البنغالية للرسم، وحصلت على دبلوم في الفنون الجميلة.
كانت ثاكرال تابعة مخلصة لأرياسامي، وهو مجتمع روحاني مخصص لمتابعة تدريس الفيدا. في هذا المجتمع، كان الزواج مرة أخرى احتمالًا قائمًا لثاكرال.
بعد تقسيم الهند انتقلت ثاكرال إلى دلهي مع ابنتيها أين التقت زوجها الثاني ر.ب. ثاكرال وتزوجت به عام 1948. سارلا، التي تعرف كذلك باسم ماتي، أصبحت سيدة أعمال ناجحة، ورسامة، وبدأت في تصميم الملابس والمجوهرات. توفيت في 2008.